# Refuge d'oiseaux migrateurs de l'Île-Carillon
Pour les articles homonymes, voir Carillon (homonymie).
Le refuge d'oiseaux migrateurs de l'Île-Carillon est un refuge d'oiseaux migrateurs situé dans la province de Québec (Canada). Ce refuge a pour mission de protéger une aire de nidification et de migrations pour de nombreuses espèces de canards.

## Toponymie
Le nom de l'île de Carillon commémore Philippe Carion, sieur Dufresnoy, qui se vit concéder un arrière-fief dans la seigneurie de l'Île-de-Montréal en 1671 et qui y établit un poste de traite. Le nom est aussi utilisé par un village et une centrale hydroélectrique. C'est une ancienne baronnie.[réf. nécessaire]